# Oktoberstreiks 1950
Die Oktoberstreiks waren Streiks im Herbst 1950 im besetzten Nachkriegsösterreich. Im Zuge der Verhandlungen zum Vierten Lohn-Preis-Abkommen kam es Ende September 1950 zu einer Streikbewegung in der österreichischen Arbeiterschaft.

## Vorgeschichte
Zwischen 1947 und 1949 hatten die Sozialpartner drei Lohn-Preis-Abkommen geschlossen, die die österreichische Wirtschaft ankurbeln und die Inflation niedrig halten sollten. Durch die Abkommen sollte garantiert werden, dass die Preise für Produkte auf ein realistisches Niveau steigen, Arbeiterhaushalte jedoch weiterhin ihre Grundbedürfnisse erfüllen könnten. Die Regierung und die Unternehmen, sowohl die privaten als auch die zahlreichen Betriebe in staatlicher Verwaltung, wollten die Löhne weiter auf einem niedrigen Niveau halten, um die erzielten Gewinne für Investitionen nutzen zu können und so den Wiederaufbau anzukurbeln, während die Arbeiterschaft mehr Kaufkraft für einen höheren Konsum forderte.
Im September 1950 fanden Verhandlungen zu einem Vierten Lohn-Preis-Abkommen statt, wobei die Inhalte der Sitzungen geheim gehalten wurden. Am 22. September wurden via Rundfunk erste Eckpunkte verkündet: Per 1. Oktober sollte etwa Mehl um 64 Prozent teurer werden, Zucker um 34 % und Brot um 26 %. Am 26. September stimmte der ÖGB dem Abkommen zu.

## Ablauf

### Streiks in Oberösterreich (September 1950)
Die ersten Streiks begannen am 25. September in Linz, ausgehend von der VÖEST, wo sowohl kommunistische Betriebsräte als auch Vertreter des VdU in einer Betriebsvollversammlung gemeinsam einen Mehrheitsbeschluss für einen einstündigen Warnstreik gefällt hatten. Am nächsten Tag, dem 26. September, begannen dann in ganz Österreich Streiks, die sich vor allem gegen die für 1. Oktober angekündigten Preissteigerungen richteten. Insgesamt beteiligten sich daran etwa 120.000 Arbeiter, wovon 40.000 aus den USIA-Betrieben in der sowjetischen kontrollierten Zone stammten (vgl. Besetztes Nachkriegsösterreich). In Linz zogen etwa 15.000 Demonstranten über die Landstraße bis zum Linzer Landhaus und erreichten dort, dass eine zwanzigköpfige Abordnung von Landtagsabgeordneten versicherte, ebenfalls gegen die voreiligen Preiserhöhungen einzuschreiten. Weitere Streikzentren in Oberösterreich waren die Industriebetriebe sowie die Post und Eisenbahn in Steyr, Gmunden, Attnang-Puchheim, Lenzing und Nettingsdorf. Die Reaktion der Exekutive war zunächst die Ausrufung der Alarmstufe 4 (Landesalarm) und über 1.000 Gendarmen wurden in Linz konzentriert.
Am 27. September verstärkte sich die Streikbewegung und vor allem in Linz standen alle öffentlichen Verkehrsmittel still. Eine große Menge von Arbeitern aus der VÖEST und der Stickstoffwerke belagerte das Gebäude der Arbeiterkammer, wo die Landesexekutive des ÖGB tagte und forderte in Sprechchören „Weg mit dem Schandpakt!“. Das VdU-geführte Streikkomitee besetzte das Arbeiterkammergebäude und forderte den Rücktritt des Präsidenten der Kammer für Arbeiter und Angestellte Oberösterreich Heinrich Kandl (1875–1968), den dieser unter der Drohung, ansonsten vom Balkon gestürzt zu werden, auch aussprach. Die Polizei und Gendarmerie rückte mit Stahlhelmen und aufgepflanzten Bajonetts an, versuchte aber vergeblich in das Gebäude einzudringen. Erst als sich am Abend die Demonstranten zerstreuten, entspannte sich die Lage und die Exekutive konnte ohne Widerstand das Arbeiterkammergebäude übernehmen.
Am 28. September herrschte zunächst Unklarheit, ob die Streikbewegung von Seiten der sowjetischen Besatzungsmacht unterstützt wird. Nachdem die Amerikaner ihre Posten verlassen hatten, besetzte die Gendarmerie in Linz deshalb die Zufahrt zur Nibelungenbrücke, um eine Kommunikation mit der sowjetischen Zone nördlich der Donau zu unterbinden. Die Landesregierung verbreitete indes über die Medien, dass es sich bei den Streiks um „eine provozierende Machenschaft politischer Renegaten“ handelte. Sogar die Gewerkschaftsführung und die SPÖ distanzierte sich öffentlich von den Aktionen und sprach von gesetzwidrigem Vorgehen.
Daraufhin beruhigte sich die Lage in ganz Oberösterreich und bereits am 29. September verlor die Streikbewegung an Unterstützung.

### Streiks in Wien (Oktober 1950)
Am nächsten Tag, dem 30. September, organisierten in Wien vor allem kommunistisch organisierte Arbeitervertreter eine „Gesamtösterreichische Betriebsratskonferenz“ in der Floridsdorfer Lokomotivenfabrik, die der Regierung ein Ultimatum stellte und mit einem Generalstreik drohte, zu dem es allerdings nicht kam. Die weiteren Ereignisse verlagerten sich daraufhin aus Oberösterreich nach Wien und in die sowjetische Besatzungszone. In Oberösterreich kam es lediglich in Steyr am 5. Oktober noch einmal zu einer größeren Protestkundgebung, bei der 5.000 Arbeiter teilnahmen. Doch das Lohn-Preis-Abkommen war zu diesem Zeitpunkt bereits in Kraft.
Am 4. Oktober erreichten die Streiks in Wien ihren Höhepunkt. Rollkommandos der Streikenden versuchten, das öffentliche Leben lahmzulegen und besetzten Straßen und Plätze. Wagen der Wiener Straßenbahn wurden durch Zuschütten der Gleise und Ausbetonieren der Weichen daran gehindert auszufahren. Auch zahlreiche andere Streikbrecher wurden an einem Weiterarbeiten gehindert.
Als einer der maßgeblichen Anführer bei Beendigung der Streiks galt lange der damalige Gewerkschaftschef der Bau- und Holzarbeiter, Franz Olah, der über beste Kontakte zur amerikanischen Besatzungsmacht verfügte. Olah rüstete am 5. Oktober Aktivisten aus seiner Bauarbeitergewerkschaft mit Schlagstöcken und Lastautos aus, um auch im sowjetischen Sektor Wiens den Streikenden "schlagkräftig entgegenzutreten", während die Polizei hier nach Anweisung der Besatzungsmacht nicht einschreiten durfte. Nach Ansicht des Historikers Peter Autengruber war zu diesem Zeitpunkt jedoch bereits klar, dass der Streik zusammenbrechen würde.
Am 6. Oktober beschloss schließlich die Gesamtösterreichische Betriebsrätekonferenz, die Streiks abzubrechen. Unmittelbar danach wurde damit begonnen, innerhalb des ÖGB die Streikführer und Kommunisten zu identifizieren und aus der Gewerkschaft auszuschließen, darunter auch den Vizepräsident des ÖGB Gottlieb Fiala. 78 kommunistische Gewerkschafter verloren ihre Funktion oder ihren Arbeitsplatz.

## Politischer Hintergrund
In den Linzer Großbetrieben organisierte sich der Streik durch Mitglieder der KPÖ und der neu gegründeten VdU, der rechts gerichteten Vorgängerpartei der heutigen FPÖ, die sich als Sammelbecken ehemaliger Nationalsozialisten verstand und besonders unter den Heimatvertriebenen Anhänger hatte.
Die Streiks in Wien wurden hauptsächlich von den Betriebsräten der damaligen USIA-Betriebe organisiert.
Auch die kommunistischen Betriebsräte in den westlichen Besatzungszonen zogen mit.
Die vom ÖGB nach Streikende und dem Ausschluss von KPÖ-Funktionären vorgegebene Lesart war, dass das Ziel der Streiks gewesen sei, den österreichischen Gewerkschaftsbund (ÖGB) unter KP-Kontrolle zu bringen und in Österreich eine Regierung unter kommunistischem Einfluss zu etablieren. In Folge herrschte lange Zeit die Ansicht, dass es sich bei den Oktoberstreiks um einen Putschversuch der KPÖ handelte. Die KPÖ dementierte Putschabsichten entschieden. Dass die kommunistische Partei die Wirtschaftskrise nutzen wollte, um verlorenen Rückhalt in der Bevölkerung zurückzuerlangen, steht nicht in Zweifel. Laut einer Aussage des Wiener KPÖ-Politikers Viktor Matejka wäre im Falle eines durchschlagenden politischen Erfolges der KPÖ Josef Dobretsberger, ein Professor aus Graz, als neuer Bundeskanzler vorgesehen gewesen. Matejka betonte aber auch, dass es zwischen der österreichischen KP und der Zentrale in Moskau ein Kommunikationsproblem gegeben haben dürfte – die Sowjetunion hatte nämlich kein wirkliches Interesse an einer Machtübernahme der KPÖ in Ostösterreich, die ja notwendig eine volle NATO-Integration der westlichen Besatzungszonen nach sich gezogen hätte, sondern sie verfolgte damals als Ziel die Neutralisierung Österreichs als Vorbild für Westdeutschland. Per ÖGB-Aussendung und nach heutigen historischen Erkenntnissen wurde widerlegt, dass die Absicht mit dem Streik die Macht zu übernehmen bestand. Somit revidierte 2015 der ÖGB seine Ansicht zu den Oktoberstreiks und rehabilitierte die ausgeschlossenen Gewerkschaftsmitglieder.

## Bestreikte Betriebe
Die Arbeiter folgender Unternehmen beteiligten sich an den Oktoberstreiks:
- VÖEST in Linz
- Linzer Stickstoffwerke (heute: Agrolinz Melamine International)
- Elektrizitäts- und Straßenbahn-Gesellschaft in Linz (ESG, heute: Linz AG)
- Steyr Daimler Puch
- Österreichische Bundesbahnen
- Österreichische Post
- Lenzing AG
- Wolfsegg-Traunthaler Kohlenwerks AG
- Aluminiumwerke Ranshofen (heute: Austria Metall)
- Papierfabrik Nettingsdorf
- Hütte Donawitz (Voestalpine)
- Waagner Biro in Graz
- Simmering-Graz-Pauker in Graz (heute: Siemens Mobility)
- Andritz AG in Graz